# Сатурн (премия, 2016)
42-я церемония вручения наград премии «Сатурн» за заслуги в области фантастики, фэнтези и фильмов ужасов за 2015 год состоялась 22 июня 2016 года в Бербанке (Калифорния, США). Номинанты были объявлены 24 февраля 2016 года.
«Звёздные войны: Пробуждение силы» стал вторым по номинации фильмом в истории премии Сатурн (за «Звездными войнами: Новая надежда» с 17 номинациями), с номинациями во всех 13 категориях, на которые он имел право как научно-фантастический фильм, кроме «Лучший молодой актёр или актриса», и с двойными номинациями как за лучшую мужскую роль, так и лучшую актрису второго плана, всего пятнадцать номинаций.

## Список лауреатов и номинантов
Лауреаты указаны первыми, выделены жирным шрифтом и  отдельным цветом. 

### Игровое кино
Количество наград/номинаций:
- 8/15: «Звёздные войны: Пробуждение силы»
- 3/9: «Багровый пик»
- 1/9: «Безумный Макс: Дорога ярости»
- 1/7: «Мир юрского периода»
- 1/6: «Марсианин» / «Человек-муравей»
- 0/6: «Из машины»
- 0/5: «Бахубали: Начало» / «Омерзительная восьмёрка» / «Kingsman: Секретная служба»
- 1/4: «Мстители: Эра Альтрона»
- 0/4: «Убийца»
- 1/2: «Золушка» / «Форсаж 7» / «Комната»
- 0/2: «Век Адалин» / «Визит» / «Чёрная месса» / «Мистер Холмс» / «Миссия невыполнима: Племя изгоев» / «Выживший» / «Я вижу, я вижу» / «99 домов» / «Полицейская тачка»
- 1/1: «Шпионский мост» / «Головоломка» / «Турбо пацан»

| Категория                                                                   | Лауреаты и номинанты                                                                                     | Лауреаты и номинанты                                                                           | Лауреаты и номинанты                                                                           |
| --------------------------------------------------------------------------- | --- | ---------------------------------------------------------------------------------------------- | ---------------------------------------------------------------------------------------------- |
| Лучший научно-фантастический фильм                                          | • Звёздные войны: Пробуждение силы / Star Wars: The Force Awakens                                        | • Звёздные войны: Пробуждение силы / Star Wars: The Force Awakens                              | • Звёздные войны: Пробуждение силы / Star Wars: The Force Awakens                              |
| Лучший научно-фантастический фильм                                          | • Из машины / Ex Machina                                                                                 |                                                                                                |                                                                                                |
| Лучший научно-фантастический фильм                                          | • Мир юрского периода / Jurassic World                                                                   |                                                                                                |                                                                                                |
| Лучший научно-фантастический фильм                                          | • Безумный Макс: Дорога ярости / Mad Max: Fury Road                                                      |                                                                                                |                                                                                                |
| Лучший научно-фантастический фильм                                          | • Марсианин / The Martian                                                                                |                                                                                                |                                                                                                |
| Лучший научно-фантастический фильм                                          | • Терминатор: Генезис / Terminator Genisys                                                               |                                                                                                |                                                                                                |
| Лучший фильм-фэнтези                                                        | • Золушка / Cinderella                                                                                   | • Золушка / Cinderella                                                                         | • Золушка / Cinderella                                                                         |
| Лучший фильм-фэнтези                                                        | • Век Адалин / The Age of Adaline                                                                        |                                                                                                |                                                                                                |
| Лучший фильм-фэнтези                                                        | • Бахубали: Начало / телугу బాహుబలి:ద బిగినింగ్, там. பாகுபலி, англ. Baahubali: The Beginning                       |                                                                                                |                                                                                                |
| Лучший фильм-фэнтези                                                        | • Ужастики / Goosebumps                                                                                  |                                                                                                |                                                                                                |
| Лучший фильм-фэнтези                                                        | • Голодные игры: Сойка-пересмешница. Часть 2 / The Hunger Games: Mockingjay – Part 2                     |                                                                                                |                                                                                                |
| Лучший фильм-фэнтези                                                        | • Третий лишний 2 / Ted 2                                                                                |                                                                                                |                                                                                                |
| Лучший фильм ужасов                                                         | • Багровый пик / Crimson Peak                                                                            | • Багровый пик / Crimson Peak                                                                  | • Багровый пик / Crimson Peak                                                                  |
| Лучший фильм ужасов                                                         | • Астрал: Глава 3 / Insidious: Chapter 3                                                                 |                                                                                                |                                                                                                |
| Лучший фильм ужасов                                                         | • Оно / It Follows                                                                                       |                                                                                                |                                                                                                |
| Лучший фильм ужасов                                                         | • Крампус / Krampus                                                                                      |                                                                                                |                                                                                                |
| Лучший фильм ужасов                                                         | • Визит / The Visit                                                                                      |                                                                                                |                                                                                                |
| Лучший фильм ужасов                                                         | • Реальные упыри / What We Do in the Shadows                                                             |                                                                                                |                                                                                                |
| Лучший триллер                                                              | • Шпионский мост / Bridge of Spies                                                                       | • Шпионский мост / Bridge of Spies                                                             | • Шпионский мост / Bridge of Spies                                                             |
| Лучший триллер                                                              | • Чёрная месса / Black Mass                                                                              |                                                                                                |                                                                                                |
| Лучший триллер                                                              | • Подарок / The Gift                                                                                     |                                                                                                |                                                                                                |
| Лучший триллер                                                              | • Омерзительная восьмёрка / The Hateful Eight                                                            |                                                                                                |                                                                                                |
| Лучший триллер                                                              | • Мистер Холмс / Mr. Holmes                                                                              |                                                                                                |                                                                                                |
| Лучший триллер                                                              | • Убийца / Sicario                                                                                       |                                                                                                |                                                                                                |
| Лучший экшн или приключенческий фильм                                       | • Форсаж 7 / Furious 7                                                                                   | • Форсаж 7 / Furious 7                                                                         | • Форсаж 7 / Furious 7                                                                         |
| Лучший экшн или приключенческий фильм                                       | • Эверест / Everest                                                                                      |                                                                                                |                                                                                                |
| Лучший экшн или приключенческий фильм                                       | • Миссия невыполнима: Племя изгоев / Mission: Impossible – Rogue Nation                                  |                                                                                                |                                                                                                |
| Лучший экшн или приключенческий фильм                                       | • Выживший / The Revenant                                                                                |                                                                                                |                                                                                                |
| Лучший экшн или приключенческий фильм                                       | • 007: Спектр / Spectre                                                                                  |                                                                                                |                                                                                                |
| Лучший экшн или приключенческий фильм                                       | • Шпион / Spy                                                                                            |                                                                                                |                                                                                                |
| Лучший фильм, основанный на комиксах (Best Comic-to-Motion Picture Release) | • Человек-муравей / Ant-Man                                                                              | • Человек-муравей / Ant-Man                                                                    | • Человек-муравей / Ant-Man                                                                    |
| Лучший фильм, основанный на комиксах (Best Comic-to-Motion Picture Release) | • Атака титанов. Фильм первый: Жестокий мир / 進撃の巨人 (Shingeki no Kyojin) / Attack on Titan: Part 1  |                                                                                                |                                                                                                |
| Лучший фильм, основанный на комиксах (Best Comic-to-Motion Picture Release) | • Мстители: Эра Альтрона / Avengers: Age of Ultron                                                       |                                                                                                |                                                                                                |
| Лучший фильм, основанный на комиксах (Best Comic-to-Motion Picture Release) | • Kingsman: Секретная служба / Kingsman: The Secret Service                                              |                                                                                                |                                                                                                |
| Лучший фильм, основанный на комиксах (Best Comic-to-Motion Picture Release) | • Снупи и мелочь пузатая в кино / The Peanuts Movie                                                      |                                                                                                |                                                                                                |
| Лучший полнометражный мультфильм (Best Animated Film)                       | • Головоломка / Inside Out                                                                               | • Головоломка / Inside Out                                                                     | • Головоломка / Inside Out                                                                     |
| Лучший полнометражный мультфильм (Best Animated Film)                       | • Аномализа / Anomalisa                                                                                  |                                                                                                |                                                                                                |
| Лучший полнометражный мультфильм (Best Animated Film)                       | • Хороший динозавр / The Good Dinosaur                                                                   |                                                                                                |                                                                                                |
| Лучший полнометражный мультфильм (Best Animated Film)                       | • Кунг-фу панда 3 / Kung Fu Panda 3                                                                      |                                                                                                |                                                                                                |
| Лучший полнометражный мультфильм (Best Animated Film)                       | • Миньоны / Minions                                                                                      |                                                                                                |                                                                                                |
| Лучший полнометражный мультфильм (Best Animated Film)                       | • Воспоминания о Марни / 思い出のマーニー (Omoide no Mânî)                                               |                                                                                                |                                                                                                |
| Лучший международный фильм (Best International Film Release)                | • Турбо пацан / Turbo Kid                                                                                | • Турбо пацан / Turbo Kid                                                                      | • Турбо пацан / Turbo Kid                                                                      |
| Лучший международный фильм (Best International Film Release)                | • Столетний старик, который вылез в окно и исчез / Hundraåringen som klev ut genom fönstret och försvann |                                                                                                |                                                                                                |
| Лучший международный фильм (Best International Film Release)                | • Я вижу, я вижу (Спокойной ночи, мамочка) / Ich seh, Ich seh                                            |                                                                                                |                                                                                                |
| Лучший международный фильм (Best International Film Release)                | • В лабиринте молчания / Im Labyrinth des Schweigens                                                     |                                                                                                |                                                                                                |
| Лучший международный фильм (Best International Film Release)                | • Легенда / Legend                                                                                       |                                                                                                |                                                                                                |
| Лучший международный фильм (Best International Film Release)                | • Волна / Bølgen                                                                                         |                                                                                                |                                                                                                |
| Лучший независимый фильм (Best Independent Film)                            | • Комната / Room                                                                                         | • Комната / Room                                                                               | • Комната / Room                                                                               |
| Лучший независимый фильм (Best Independent Film)                            | • 99 домов / 99 Homes                                                                                    |                                                                                                |                                                                                                |
| Лучший независимый фильм (Best Independent Film)                            | • Костяной томагавк / Bone Tomahawk                                                                      |                                                                                                |                                                                                                |
| Лучший независимый фильм (Best Independent Film)                            | • Полицейская тачка / Cop Car                                                                            |                                                                                                |                                                                                                |
| Лучший независимый фильм (Best Independent Film)                            | • Экспериментатор / Experimenter                                                                         |                                                                                                |                                                                                                |
| Лучший независимый фильм (Best Independent Film)                            | • Трамбо / Trumbo                                                                                        |                                                                                                |                                                                                                |
| Лучший киноактёр                                                            | | • Харрисон Форд — «Звёздные войны: Пробуждение силы» (за роль Хана Соло)                       | • Харрисон Форд — «Звёздные войны: Пробуждение силы» (за роль Хана Соло)                       |
| Лучший киноактёр                                                            | • Донал Глисон — «Из машины» (за роль Калеба)                                                            |                                                                                                |                                                                                                |
| Лучший киноактёр                                                            | • Джон Бойега — «Звёздные войны: Пробуждение силы» (за роль Финна)                                       |                                                                                                |                                                                                                |
| Лучший киноактёр                                                            | • Леонардо Ди Каприо — «Выживший» (за роль Хью Гласса)                                                   |                                                                                                |                                                                                                |
| Лучший киноактёр                                                            | • Мэтт Деймон — «Марсианин» (за роль Марка Уотни)                                                        |                                                                                                |                                                                                                |
| Лучший киноактёр                                                            | • Пол Радд — «Человек-муравей» (за роль Скотта Лэнга / Человека-муравья)                                 |                                                                                                |                                                                                                |
| Лучший киноактёр                                                            | • Сэмюэл Л. Джексон — «Омерзительная восьмёрка» (за роль майора Маркиза Уоррена)                         |                                                                                                |                                                                                                |
| Лучший киноактёр                                                            | • Тэрон Эджертон — «Kingsman: Секретная служба» (за роль Гэри «Эггси» Анвина)                            |                                                                                                |                                                                                                |
| Лучшая киноактриса                                                          | | • Шарлиз Терон — «Безумный Макс: Дорога ярости» (за роль Фуриосы)                              | • Шарлиз Терон — «Безумный Макс: Дорога ярости» (за роль Фуриосы)                              |
| Лучшая киноактриса                                                          | • Блейк Лайвли — «Век Адалин» (за роль Адалин Боуман / Дженни Ларссон)                                   |                                                                                                |                                                                                                |
| Лучшая киноактриса                                                          | • Дэйзи Ридли — «Звёздные войны: Пробуждение силы» (за роль Рей)                                         |                                                                                                |                                                                                                |
| Лучшая киноактриса                                                          | • Эмили Блант — «Убийца» (за роль Кейт Мэйсер)                                                           |                                                                                                |                                                                                                |
| Лучшая киноактриса                                                          | • Джессика Честейн — «Марсианин» (за роль Мелиссы Льюис)                                                 |                                                                                                |                                                                                                |
| Лучшая киноактриса                                                          | • Миа Васиковска — «Багровый пик» (за роль Эдит Кашинг)                                                  |                                                                                                |                                                                                                |
| Лучший киноактёр второго плана                                              | | • Адам Драйвер — «Звёздные войны: Пробуждение силы» (за роль Кайло Рена)                       | • Адам Драйвер — «Звёздные войны: Пробуждение силы» (за роль Кайло Рена)                       |
| Лучший киноактёр второго плана                                              | • Майкл Дуглас — «Человек-муравей» (за роль Хэнка Пима)                                                  |                                                                                                |                                                                                                |
| Лучший киноактёр второго плана                                              | • Майкл Шеннон — «99 домов» (за роль Рика Карвера)                                                       |                                                                                                |                                                                                                |
| Лучший киноактёр второго плана                                              | • Пол Беттани — «Мстители: Эра Альтрона» (за роль Вижена / Джарвиса)                                     |                                                                                                |                                                                                                |
| Лучший киноактёр второго плана                                              | • Саймон Пегг — «Миссия невыполнима: Племя изгоев» (за роль Бенджи Данна)                                |                                                                                                |                                                                                                |
| Лучший киноактёр второго плана                                              | • Уолтон Гоггинс — «Омерзительная восьмёрка» (за роль шерифа Криса Мэнникса)                             |                                                                                                |                                                                                                |
| Лучшая киноактриса второго плана                                            | | • Джессика Честейн — «Багровый пик» (за роль Люсиль Шарп)                                      | • Джессика Честейн — «Багровый пик» (за роль Люсиль Шарп)                                      |
| Лучшая киноактриса второго плана                                            | • Алисия Викандер — «Из машины» (за роль Авы)                                                            |                                                                                                |                                                                                                |
| Лучшая киноактриса второго плана                                            | • Кэрри Фишер — «Звёздные войны: Пробуждение силы» (за роль генерала Леи Органы)                         |                                                                                                |                                                                                                |
| Лучшая киноактриса второго плана                                            | • Эванджелин Лилли — «Человек-муравей» (за роль Хоуп ван Дайн)                                           |                                                                                                |                                                                                                |
| Лучшая киноактриса второго плана                                            | • Лупита Нионго — «Звёздные войны: Пробуждение силы» (за роль Маз Канаты)                                |                                                                                                |                                                                                                |
| Лучшая киноактриса второго плана                                            | • Таманна — «Бахубали: Начало» (за роль Авантики)                                                        |                                                                                                |                                                                                                |
| Лучший молодой актёр или актриса                                            | | • Тай Симпкинс — «Мир юрского периода» (за роль Грея Митчелла)                                 | • Тай Симпкинс — «Мир юрского периода» (за роль Грея Митчелла)                                 |
| Лучший молодой актёр или актриса                                            | • Элиас Шварц и Лукас Шварц — «Я вижу, я вижу» (за роли Элиаса и Лукаса)                                 |                                                                                                |                                                                                                |
| Лучший молодой актёр или актриса                                            | • Джейкоб Трамбле — «Комната» (за роль Джека Ньюсома)                                                    |                                                                                                |                                                                                                |
| Лучший молодой актёр или актриса                                            | • Джеймс Фридсон-Джексон — «Полицейская тачка» (за роль Трэвиса)                                         |                                                                                                |                                                                                                |
| Лучший молодой актёр или актриса                                            | • Майло Паркер — «Мистер Холмс» (за роль Роджера Манро)                                                  |                                                                                                |                                                                                                |
| Лучший молодой актёр или актриса                                            | • Оливия Деджонг — «Визит» (за роль Бекки)                                                               |                                                                                                |                                                                                                |
| Лучший режиссёр                                                             | Ридли Скотт                                                                                              | • Ридли Скотт — «Марсианин»                                                                    | • Ридли Скотт — «Марсианин»                                                                    |
| Лучший режиссёр                                                             | Ридли Скотт                                                                                              | • Алекс Гарленд — «Из машины»                                                                  |                                                                                                |
| Лучший режиссёр                                                             | Ридли Скотт                                                                                              | • Колин Треворроу — «Мир юрского периода»                                                      |                                                                                                |
| Лучший режиссёр                                                             | Ридли Скотт                                                                                              | • Джордж Миллер — «Безумный Макс: Дорога ярости»                                               |                                                                                                |
| Лучший режиссёр                                                             | Ридли Скотт                                                                                              | • Гильермо дель Торо — «Багровый пик»                                                          |                                                                                                |
| Лучший режиссёр                                                             | Ридли Скотт                                                                                              | • Джей Джей Абрамс — «Звёздные войны: Пробуждение силы»                                        |                                                                                                |
| Лучший режиссёр                                                             | Ридли Скотт                                                                                              | • Пейтон Рид — «Человек-муравей»                                                               |                                                                                                |
| Лучший сценарий                                                             | Лоуренс Кэздан                                                                                           | • Лоуренс Кэздан, Дж. Дж. Абрамс, Майкл Арндт — «Звёздные войны: Пробуждение силы»             | Джей Джей Абрамс                                                                               |
| Лучший сценарий                                                             | Лоуренс Кэздан                                                                                           | • Гильермо дель Торо, Мэттью Роббинс — «Багровый пик»                                          | Джей Джей Абрамс                                                                               |
| Лучший сценарий                                                             | Лоуренс Кэздан                                                                                           | • Алекс Гарленд — «Из машины»                                                                  | Джей Джей Абрамс                                                                               |
| Лучший сценарий                                                             | Лоуренс Кэздан                                                                                           | • Рик Джаффа, Аманда Сильвер, Колин Треворроу, Дерек Коннолли — «Мир юрского периода»          | Джей Джей Абрамс                                                                               |
| Лучший сценарий                                                             | Лоуренс Кэздан                                                                                           | • Джейн Голдман, Мэттью Вон — «Kingsman: Секретная служба»                                     | Джей Джей Абрамс                                                                               |
| Лучший сценарий                                                             | Лоуренс Кэздан                                                                                           | • Джордж Миллер, Брендан Маккарти, Ник Латурис — «Безумный Макс: Дорога ярости»                | Джей Джей Абрамс                                                                               |
| Лучший сценарий                                                             | Лоуренс Кэздан                                                                                           | • Дрю Годдард — «Марсианин»                                                                    | Джей Джей Абрамс                                                                               |
| Лучшая музыка                                                               | Джон Уильямс                                                                                             | • Джон Уильямс — «Звёздные войны: Пробуждение силы»                                            | • Джон Уильямс — «Звёздные войны: Пробуждение силы»                                            |
| Лучшая музыка                                                               | Джон Уильямс                                                                                             | • М. М. Кееравани — «Бахубали: Начало»                                                         |                                                                                                |
| Лучшая музыка                                                               | Джон Уильямс                                                                                             | • Фернандо Веласкес — «Багровый пик»                                                           |                                                                                                |
| Лучшая музыка                                                               | Джон Уильямс                                                                                             | • Эннио Морриконе — «Омерзительная восьмёрка»                                                  |                                                                                                |
| Лучшая музыка                                                               | Джон Уильямс                                                                                             | • Том Холкенборг — «Безумный Макс: Дорога ярости»                                              |                                                                                                |
| Лучшая музыка                                                               | Джон Уильямс                                                                                             | • Йохан Йоханнссон — «Убийца»                                                                  |                                                                                                |
| Лучший монтаж                                                               | • Марианн Брэндон, Мэри Джо Марки — «Звёздные войны: Пробуждение силы»                                   | • Марианн Брэндон, Мэри Джо Марки — «Звёздные войны: Пробуждение силы»                         | • Марианн Брэндон, Мэри Джо Марки — «Звёздные войны: Пробуждение силы»                         |
| Лучший монтаж                                                               | • Дэн Лебентал, Колби Паркер мл. — «Человек-муравей»                                                     |                                                                                                |                                                                                                |
| Лучший монтаж                                                               | • Ли Фолсом Бойд, Дилан Хигсмит, Кирк Морри, Кристиан Вагнер — «Форсаж 7»                                |                                                                                                |                                                                                                |
| Лучший монтаж                                                               | • Кевин Ститт — «Мир юрского периода»                                                                    |                                                                                                |                                                                                                |
| Лучший монтаж                                                               | • Эдди Хэмилтон, Джон Харрис — «Kingsman: Секретная служба»                                              |                                                                                                |                                                                                                |
| Лучший монтаж                                                               | • Маргарет Сиксел — «Безумный Макс: Дорога ярости»                                                       |                                                                                                |                                                                                                |
| Лучшие костюмы                                                              | • Александра Бирн — «Мстители: Эра Альтрона»                                                             | • Александра Бирн — «Мстители: Эра Альтрона»                                                   | • Александра Бирн — «Мстители: Эра Альтрона»                                                   |
| Лучшие костюмы                                                              | • Рама Раджамули, Прашанти Типирнени — «Бахубали: Начало»                                                |                                                                                                |                                                                                                |
| Лучшие костюмы                                                              | • Сэнди Пауэлл — «Золушка»                                                                               |                                                                                                |                                                                                                |
| Лучшие костюмы                                                              | • Кейт Хоули — «Багровый пик»                                                                            |                                                                                                |                                                                                                |
| Лучшие костюмы                                                              | • Арианна Филлипс — «Kingsman: Секретная служба»                                                         |                                                                                                |                                                                                                |
| Лучшие костюмы                                                              | • Майкл Каплан — «Звёздные войны: Пробуждение силы»                                                      |                                                                                                |                                                                                                |
| Лучшая работа художника-постановщика                                        | • Томас Э. Сандерс — «Багровый пик»                                                                      | • Томас Э. Сандерс — «Багровый пик»                                                            | • Томас Э. Сандерс — «Багровый пик»                                                            |
| Лучшая работа художника-постановщика                                        | • Сабу Сирил — «Бахубали: Начало»                                                                        |                                                                                                |                                                                                                |
| Лучшая работа художника-постановщика                                        | • Эд Верро — «Мир юрского периода»                                                                       |                                                                                                |                                                                                                |
| Лучшая работа художника-постановщика                                        | • Колин Гибсон — «Безумный Макс: Дорога ярости»                                                          |                                                                                                |                                                                                                |
| Лучшая работа художника-постановщика                                        | • Рик Картер, Даррен Гилфорд — «Звёздные войны: Пробуждение силы»                                        |                                                                                                |                                                                                                |
| Лучшая работа художника-постановщика                                        | • Скотт Чамблисс — «Земля будущего»                                                                      |                                                                                                |                                                                                                |
| Лучший грим                                                                 | • Нил Скэнлэн — «Звёздные войны: Пробуждение силы»                                                       | • Нил Скэнлэн — «Звёздные войны: Пробуждение силы»                                             | • Нил Скэнлэн — «Звёздные войны: Пробуждение силы»                                             |
| Лучший грим                                                                 | • Джоэл Харлоу, Кенни Нидербаумер — «Чёрная месса»                                                       |                                                                                                |                                                                                                |
| Лучший грим                                                                 | • Дэвид Марти, Монце Рибе, Хави Бастида — «Багровый пик»                                                 |                                                                                                |                                                                                                |
| Лучший грим                                                                 | • Грегори Никотеро, Ховард Бергер, Джейк Гарбер, Хеба Торисдоттир — «Омерзительная восьмёрка»            |                                                                                                |                                                                                                |
| Лучший грим                                                                 | • Лесли Вандеруолт, Дэмиан Мартин, Элка Вардега — «Безумный Макс: Дорога ярости»                         |                                                                                                |                                                                                                |
| Лучший грим                                                                 | • Дональд Моуэт — «Убийца»                                                                               |                                                                                                |                                                                                                |
| Лучшие спецэффекты                                                          | • Роджер Гайетт, Патрик Табач, Нил Скэнлэн, Крис Корбоулд — «Звёздные войны: Пробуждение силы»           | • Роджер Гайетт, Патрик Табач, Нил Скэнлэн, Крис Корбоулд — «Звёздные войны: Пробуждение силы» | • Роджер Гайетт, Патрик Табач, Нил Скэнлэн, Крис Корбоулд — «Звёздные войны: Пробуждение силы» |
| Лучшие спецэффекты                                                          | • Пол Корбоулд, Кристофер Таунсенд, Бен Сноу, Пол Баттерворф — «Мстители: Эра Альтрона»                  |                                                                                                |                                                                                                |
| Лучшие спецэффекты                                                          | • Эндрю Уайтхёрст, Пол Норрис, Марк Ардингтон, Сара Беннетт — «Из машины»                                |                                                                                                |                                                                                                |
| Лучшие спецэффекты                                                          | • Джон Розенгрант, Майкл Лантьери, Тим Александр — «Мир юрского периода»                                 |                                                                                                |                                                                                                |
| Лучшие спецэффекты                                                          | • Эндрю Джексон, Том Вуд, Дэн Оливер, Энди Уильямс — «Безумный Макс: Дорога ярости»                      |                                                                                                |                                                                                                |
| Лучшие спецэффекты                                                          | • Ричард Стаммерс, Андерс Ленглендс, Крис Лоуренс, Стивен Уорнер — «Марсианин»                           |                                                                                                |                                                                                                |

### Телевизионные категории
Количество наград/номинаций:
- 3/7: «Ходячие мертвецы»
- 0/5: «Игра престолов»
- 2/4: «Ганнибал»
- 1/4: «Сорвиголова»
- 0/4: «Сосны» / «Супергёрл»
- 2/3: «Чужестранка»
- 1/3: «Континуум» / «Флэш»
- 0/3: «Секретные материалы» / «Бойтесь ходячих мертвецов» / «Волчонок» / «Джессика Джонс»
- 1/2: «Хейвен» / «Эш против зловещих мертвецов» / «Доктор Кто: Мужья Ривер Сонг»
- 0/2: «Штамм» / «Фарго» / «Библиотекари» / «Босх»

| Категория                                                                                  | Лауреаты и номинанты                                                     | Лауреаты и номинанты                                                    |
| ------------------------------------------------------------------------------------------ | ------------------------------------------------------------------------ | ----------------------------------------------------------------------- |
| Лучший научно-фантастический телесериал (Best Science Fiction TV Series)                   | • Континуум / Continuum                                                  | • Континуум / Continuum                                                 |
| Лучший научно-фантастический телесериал (Best Science Fiction TV Series)                   | • 100 (Сотня) / The 100                                                  |                                                                         |
| Лучший научно-фантастический телесериал (Best Science Fiction TV Series)                   | • Колония / Colony                                                       |                                                                         |
| Лучший научно-фантастический телесериал (Best Science Fiction TV Series)                   | • Доктор Кто / Doctor Who                                                |                                                                         |
| Лучший научно-фантастический телесериал (Best Science Fiction TV Series)                   | • Пространство /The Expanse                                              |                                                                         |
| Лучший научно-фантастический телесериал (Best Science Fiction TV Series)                   | • Сосны / Wayward Pines                                                  |                                                                         |
| Лучший научно-фантастический телесериал (Best Science Fiction TV Series)                   | • Секретные материалы / The X-Files                                      |                                                                         |
| Лучший телесериал в жанре фэнтези (Best Fantasy TV Series)                                 | • Чужестранка / Outlander                                                | • Чужестранка / Outlander                                               |
| Лучший телесериал в жанре фэнтези (Best Fantasy TV Series)                                 | • Игра престолов / Game of Thrones                                       |                                                                         |
| Лучший телесериал в жанре фэнтези (Best Fantasy TV Series)                                 | • Хейвен / Haven                                                         |                                                                         |
| Лучший телесериал в жанре фэнтези (Best Fantasy TV Series)                                 | • Джонатан Стрендж и мистер Норрелл / Jonathan Strange & Mr Norrell      |                                                                         |
| Лучший телесериал в жанре фэнтези (Best Fantasy TV Series)                                 | • Волшебники / The Magicians                                             |                                                                         |
| Лучший телесериал в жанре фэнтези (Best Fantasy TV Series)                                 | • Маппеты / The Muppets                                                  |                                                                         |
| Лучший телесериал в жанре фэнтези (Best Fantasy TV Series)                                 | • Хроники Шаннары / The Shannara Chronicles                              |                                                                         |
| Лучший телесериал в жанре хоррор (Best Horror TV Series)                                   | • Ходячие мертвецы / The Walking Dead                                    | • Ходячие мертвецы / The Walking Dead                                   |
| Лучший телесериал в жанре хоррор (Best Horror TV Series)                                   | • Американская история ужасов: Отель / American Horror Story: Hotel      |                                                                         |
| Лучший телесериал в жанре хоррор (Best Horror TV Series)                                   | • Эш против зловещих мертвецов / Ash vs Evil Dead                        |                                                                         |
| Лучший телесериал в жанре хоррор (Best Horror TV Series)                                   | • Бойтесь ходячих мертвецов / Fear the Walking Dead                      |                                                                         |
| Лучший телесериал в жанре хоррор (Best Horror TV Series)                                   | • Салем / Salem                                                          |                                                                         |
| Лучший телесериал в жанре хоррор (Best Horror TV Series)                                   | • Штамм / The Strain                                                     |                                                                         |
| Лучший телесериал в жанре хоррор (Best Horror TV Series)                                   | • Волчонок / Teen Wolf                                                   |                                                                         |
| Лучший телесериал в жанре экшн / триллер (Best Action/Thriller TV Series)                  | • Ганнибал / Hannibal                                                    | • Ганнибал / Hannibal                                                   |
| Лучший телесериал в жанре экшн / триллер (Best Action/Thriller TV Series)                  | • Мотель Бейтс / Bates Motel                                             |                                                                         |
| Лучший телесериал в жанре экшн / триллер (Best Action/Thriller TV Series)                  | • Слепая зона / Blindspot                                                |                                                                         |
| Лучший телесериал в жанре экшн / триллер (Best Action/Thriller TV Series)                  | • Фарго / Fargo                                                          |                                                                         |
| Лучший телесериал в жанре экшн / триллер (Best Action/Thriller TV Series)                  | • Последний корабль / The Last Ship                                      |                                                                         |
| Лучший телесериал в жанре экшн / триллер (Best Action/Thriller TV Series)                  | • Библиотекари / The Librarians                                          |                                                                         |
| Лучший телесериал в жанре экшн / триллер (Best Action/Thriller TV Series)                  | • Мистер Робот / Mr. Robot                                               |                                                                         |
| Лучший супергеройский телесериал (Best Superhero Adaptation TV Series)                     | • Флэш / The Flash                                                       | • Флэш / The Flash                                                      |
| Лучший супергеройский телесериал (Best Superhero Adaptation TV Series)                     | • Стрела / Arrow                                                         |                                                                         |
| Лучший супергеройский телесериал (Best Superhero Adaptation TV Series)                     | • Легенды завтрашнего дня / DC's Legends of Tomorrow                     |                                                                         |
| Лучший супергеройский телесериал (Best Superhero Adaptation TV Series)                     | • Готэм / Gotham                                                         |                                                                         |
| Лучший супергеройский телесериал (Best Superhero Adaptation TV Series)                     | • Агент Картер / Marvel's Agent Carter                                   |                                                                         |
| Лучший супергеройский телесериал (Best Superhero Adaptation TV Series)                     | • Агенты «Щ.И.Т.» / Marvel's Agents of S.H.I.E.L.D.                      |                                                                         |
| Лучший супергеройский телесериал (Best Superhero Adaptation TV Series)                     | • Супергёрл / Supergirl                                                  |                                                                         |
| Best New Media Television Series                                                           | • Сорвиголова / Marvel's Daredevil                                       | • Сорвиголова / Marvel's Daredevil                                      |
| Best New Media Television Series                                                           | • Босх / Bosch                                                           |                                                                         |
| Best New Media Television Series                                                           | • Драконы / DreamWorks Dragons                                           |                                                                         |
| Best New Media Television Series                                                           | • Человек в высоком замке / The Man in the High Castle                   |                                                                         |
| Best New Media Television Series                                                           | • Джессика Джонс / Marvel's Jessica Jones                                |                                                                         |
| Best New Media Television Series                                                           | • Силы / Powers                                                          |                                                                         |
| Best New Media Television Series                                                           | • Восьмое чувство / Sense8                                               |                                                                         |
| Лучшая телепостановка (Best Presentation on Television)                                    | • Доктор Кто: Мужья Ривер Сонг / Doctor Who: The Husbands of River Song  | • Доктор Кто: Мужья Ривер Сонг / Doctor Who: The Husbands of River Song |
| Лучшая телепостановка (Best Presentation on Television)                                    | • Каннибал в джунглях / The Cannibal in the Jungle                       |                                                                         |
| Лучшая телепостановка (Best Presentation on Television)                                    | • Конец детства / Childhood's End                                        |                                                                         |
| Лучшая телепостановка (Best Presentation on Television)                                    | • День благодарения / Turkey Hollow                                      |                                                                         |
| Лучшая телепостановка (Best Presentation on Television)                                    | • Акулий торнадо 3 / Sharknado 3: Oh Hell No!                            |                                                                         |
| Лучшая телепостановка (Best Presentation on Television)                                    | • Виз / The Wiz Live!                                                    |                                                                         |
| Лучший телеактёр                                                                           |                                                                          | • Брюс Кэмпбелл — «Эш против зловещих мертвецов» (за роль Эша Уильямса) |
| Лучший телеактёр                                                                           | • Эндрю Линкольн — «Ходячие мертвецы» (за роль Рика Граймса)             |                                                                         |
| Лучший телеактёр                                                                           | • Чарли Кокс — «Сорвиголова» (за роль Мэтта Мёрдока / Сорвиголовы)       |                                                                         |
| Лучший телеактёр                                                                           | • Дэвид Духовны — «Секретные материалы» (за роль Фокса Малдера)          |                                                                         |
| Лучший телеактёр                                                                           | • Грант Гастин — «Флэш» (за роль Барри Аллена (Флэша))                   |                                                                         |
| Лучший телеактёр                                                                           | • Мадс Миккельсен — «Ганнибал» (за роль д-ра Ганнибала Лектера)          |                                                                         |
| Лучший телеактёр                                                                           | • Мэтт Диллон — «Сосны» (за роль Итана Бёрка)                            |                                                                         |
| Лучший телеактёр                                                                           | • Сэм Хьюэн — «Чужестранка» (за роль Джейми Фрейзера)                    |                                                                         |
| Лучшая телеактриса                                                                         |                                                                          | • Катрина Балф — «Чужестранка» (за роль Клэр Рэндалл)                   |
| Лучшая телеактриса                                                                         | • Джиллиан Андерсон — «Секретные материалы» (за роль Даны Скалли)        |                                                                         |
| Лучшая телеактриса                                                                         | • Ким Диккенс — «Бойтесь ходячих мертвецов» (за роль Мэдисон Кларк)      |                                                                         |
| Лучшая телеактриса                                                                         | • Кристен Риттер — «Джессика Джонс» (за роль Джессики Джонс)             |                                                                         |
| Лучшая телеактриса                                                                         | • Мелисса Бенойст — «Супергёрл» (за роль Кары Дэнверс / Супергёрл)       |                                                                         |
| Лучшая телеактриса                                                                         | • Рэйчел Николс — «Континуум» (за роль Киры Кэмерон)                     |                                                                         |
| Лучшая телеактриса                                                                         | • Ребекка Ромейн — «Библиотекари» (за роль Евы Бёрд)                     |                                                                         |
| Лучший телеактёр второго плана                                                             |                                                                          | • Ричард Армитэдж — «Ганнибал» (за роль Френсиса Долархайда)            |
| Лучший телеактёр второго плана                                                             | • Дэвид Теннант — «Джессика Джонс» (за роль Кевина Томпсона / Килгрэйва) |                                                                         |
| Лучший телеактёр второго плана                                                             | • Эрик Кнудсен — «Континуум» (за роль Алека Садлера)                     |                                                                         |
| Лучший телеактёр второго плана                                                             | • Кит Харингтон — «Игра престолов» (за роль Джона Сноу)                  |                                                                         |
| Лучший телеактёр второго плана                                                             | • Лэнс Реддик — «Босх» (за роль Ирвина Ирвинга)                          |                                                                         |
| Лучший телеактёр второго плана                                                             | • Патрик Уилсон — «Фарго» (за роль Лу Солверсона)                        |                                                                         |
| Лучший телеактёр второго плана                                                             | • Тоби Джонс — «Сосны» (за роль д-ра Дженкиса / Дэвида Пилчера)          |                                                                         |
| Лучший телеактёр второго плана                                                             | • Винсент Д’Онофрио — «Сорвиголова» (за роль Уилсона Фиска)              |                                                                         |
| Лучшая телеактриса второго плана                                                           |                                                                          | • Данай Гурира — «Ходячие мертвецы» (за роль Мишонн)                    |
| Лучшая телеактриса второго плана                                                           | • Калиста Флокхарт — «Супергёрл» (за роль Кэт Грант)                     |                                                                         |
| Лучшая телеактриса второго плана                                                           | • Джиллиан Андерсон — «Ганнибал» (за роль д-ра Беделии Дю Морье)         |                                                                         |
| Лучшая телеактриса второго плана                                                           | • Лина Хиди — «Игра престолов» (за роль Серсеи Ланнистер)                |                                                                         |
| Лучшая телеактриса второго плана                                                           | • Мелисса Лео — «Сосны» (за роль Памелы «Пэм» Пилчер)                    |                                                                         |
| Лучшая телеактриса второго плана                                                           | • Мелисса Макбрайд — «Ходячие мертвецы» (за роль Кэрол Пелетье)          |                                                                         |
| Лучшая телеактриса второго плана                                                           | • Това Фелдшу — «Ходячие мертвецы» (за роль Дианны Монро)                |                                                                         |
| Лучшая гостевая роль в телесериале                                                         |                                                                          | • Уильям Шетнер — «Хейвен» (за роль Кроатоана)                          |
| Лучшая гостевая роль в телесериале                                                         | • Алекс Кингстон — «Доктор Кто: Мужья Ривер Сонг» (за роль Ривер Сонг)   |                                                                         |
| Лучшая гостевая роль в телесериале                                                         | • Джон Кэрролл Линч — «Ходячие мертвецы» (за роль Истмана)               |                                                                         |
| Лучшая гостевая роль в телесериале                                                         | • Лаура Бенанти — «Супергёрл» (за роль Алуры Зор-Эл / Астры)             |                                                                         |
| Лучшая гостевая роль в телесериале                                                         | • Скотт Гленн — «Сорвиголова» (за роль Стика)                            |                                                                         |
| Лучшая гостевая роль в телесериале                                                         | • Стивен Брэнд — «Волчонок» (за роль д-ра Габриэля Валака)               |                                                                         |
| Лучшая гостевая роль в телесериале                                                         | • Виктор Гарбер — «Флэш» (за роль д-ра Мартина Штейна)                   |                                                                         |
| Лучший молодой актёр или актриса в телесериале (Best Younger Actor on a Television Series) |                                                                          | • Чендлер Риггз — «Ходячие мертвецы» (за роль Карла Граймса)            |
| Лучший молодой актёр или актриса в телесериале (Best Younger Actor on a Television Series) | • Брэнок О’Коннор — «Игра престолов» (за роль Олли)                      |                                                                         |
| Лучший молодой актёр или актриса в телесериале (Best Younger Actor on a Television Series) | • Дилан Спрейберри — «Волчонок» (за роль Лиама Данбара)                  |                                                                         |
| Лучший молодой актёр или актриса в телесериале (Best Younger Actor on a Television Series) | • Фрэнк Диллэйн — «Бойтесь ходячих мертвецов» (за роль Ника Кларка)      |                                                                         |
| Лучший молодой актёр или актриса в телесериале (Best Younger Actor on a Television Series) | • Джоделль Ферланд — «Тёмная материя» (за роль 5-й / Дас)                |                                                                         |
| Лучший молодой актёр или актриса в телесериале (Best Younger Actor on a Television Series) | • Мэйси Уильямс — «Игра престолов» (за роль Арьи Старк)                  |                                                                         |
| Лучший молодой актёр или актриса в телесериале (Best Younger Actor on a Television Series) | • Макс Чарльз — «Штамм» (за роль Зака Гудвэзэра)                         |                                                                         |

### Домашняя коллекция
| Категория                                                                          | Лауреаты и номинанты                                                                                                 |
| ---------------------------------------------------------------------------------- | --- |
| Лучшее DVD/Blu-ray-издание фильма (Best DVD/BD Release)                            | • Моя девушка — зомби / Burying the Ex                                                                               |
| Лучшее DVD/Blu-ray-издание фильма (Best DVD/BD Release)                            | • Большая игра / Big Game                                                                                            |
| Лучшее DVD/Blu-ray-издание фильма (Best DVD/BD Release)                            | • Монстры 2: Тёмный континент / Monsters: Dark Continent                                                             |
| Лучшее DVD/Blu-ray-издание фильма (Best DVD/BD Release)                            | • Сапожник / The Cobbler                                                                                             |
| Лучшее DVD/Blu-ray-издание фильма (Best DVD/BD Release)                            | • Сказание о принцессе Кагуя / かぐや姫の物語 (Kaguyahime no monogatari)                                             |
| Лучшее DVD/Blu-ray-издание фильма (Best DVD/BD Release)                            | • Тотем волка / 狼图腾 / Le Dernier Loup                                                                             |
| Лучшее специальное DVD/Blu-ray-издание (Best DVD/BD Special Edition Release)       | • Люди Икс: Дни минувшего будущего (The Rogue Cut) / X-Men: Days of Future Past (The Rogue Cut)                      |
| Лучшее специальное DVD/Blu-ray-издание (Best DVD/BD Special Edition Release)       | • Форсаж 7 (расширенное издание) / Furious 7 (Extended Edition)                                                      |
| Лучшее специальное DVD/Blu-ray-издание (Best DVD/BD Special Edition Release)       | • Общество (лимитированное издание) / Society (Limited Edition)                                                      |
| Лучшее специальное DVD/Blu-ray-издание (Best DVD/BD Special Edition Release)       | • Хоббит: Битва пяти воинств (расширенное издание) / The Hobbit: The Battle of the Five Armies (Extended Edition)    |
| Лучшее специальное DVD/Blu-ray-издание (Best DVD/BD Special Edition Release)       | • Ванильное небо (версия с альтернативным финалом) / Vanilla Sky (Alternate Ending)                                  |
| Лучший DVD-сборник (Best DVD/BD Collection)                                        | • Frank Darabont Collection (в сборник вошли: «Зелёная миля» (1999), «Мажестик» (2001) и «Побег из Шоушенка» (1994)) |
| Лучший DVD-сборник (Best DVD/BD Collection)                                        | • Horror Classics (Volume 1)                                                                                         |
| Лучший DVD-сборник (Best DVD/BD Collection)                                        | • Jurassic Park Collection                                                                                           |
| Лучший DVD-сборник (Best DVD/BD Collection)                                        | • Mad Max Anthology                                                                                                  |
| Лучший DVD-сборник (Best DVD/BD Collection)                                        | • Nikkatsu Diamond Guys (Volume 1)                                                                                   |
| Лучший DVD-сборник (Best DVD/BD Collection)                                        | • Special Effects Collection                                                                                         |
| Лучшее DVD/Blu-ray-издание классического фильма (Best DVD/BD Classic Film Release) | • Миля чудес / Miracle Mile (1988)                                                                                   |
| Лучшее DVD/Blu-ray-издание классического фильма (Best DVD/BD Classic Film Release) | • Сожжённые приношения / Burnt Offerings (1976)                                                                      |
| Лучшее DVD/Blu-ray-издание классического фильма (Best DVD/BD Classic Film Release) | • Верёвка и кольт / Une corde, un Colt... (1969)                                                                     |
| Лучшее DVD/Blu-ray-издание классического фильма (Best DVD/BD Classic Film Release) | • Леди-ястреб / Ladyhawke (1985)                                                                                     |
| Лучшее DVD/Blu-ray-издание классического фильма (Best DVD/BD Classic Film Release) | • Истории ужаса / Tales of Terror (1962)                                                                             |
| Лучшее DVD/Blu-ray-издание классического фильма (Best DVD/BD Classic Film Release) | • Монстр, который бросил вызов миру / The Monster That Challenged the World (1957)                                   |
| Лучшее DVD/Blu-ray-издание классического фильма (Best DVD/BD Classic Film Release) | • Человек с рентгеновскими глазами / X: The Man with the X-ray Eyes (1963)                                           |
| Лучшее DVD-издание телесериала (Best DVD/BD Television Release)                    | • Секретные материалы: Коллекционный комплект / X-Files: The Collector's Set                                         |
| Лучшее DVD-издание телесериала (Best DVD/BD Television Release)                    | • Чёрные паруса (2-й сезон) / Black Sails (Season 2)                                                                 |
| Лучшее DVD-издание телесериала (Best DVD/BD Television Release)                    | • От заката до рассвета (2-й сезон) / From Dusk Till Dawn: The Series (Season 2)                                     |
| Лучшее DVD-издание телесериала (Best DVD/BD Television Release)                    | • Ганнибал (3-й сезон) / Hannibal (Season 3)                                                                         |
| Лучшее DVD-издание телесериала (Best DVD/BD Television Release)                    | • Затерянные в космосе (The Complete Adventures) / Lost in Space (The Complete Adventures)                           |
| Лучшее DVD-издание телесериала (Best DVD/BD Television Release)                    | • Мой любимый марсианин (The Complete Series) / My Favorite Martian (The Complete Series)                            |

### Live Stage Production
| Категория                        | Лауреат и номинанты                                               |
| -------------------------------- | ----------------------------------------------------------------- |
| Best Local Live Stage Production | • Tarzan (3D Theatricals)                                         |
| Best Local Live Stage Production | • An Act of God (Ahmanson Theatre)                                |
| Best Local Live Stage Production | • Bent (The Mark Taper Forum)                                     |
| Best Local Live Stage Production | • Carrie: The Musical (La Mirada Theatre for the Performing Arts) |
| Best Local Live Stage Production | • Side Show (3D Theatricals)                                      |
| Best Local Live Stage Production | • The Lion King (Segerstrom Center for the Performing Arts)       |

## Специальные награды
| Награда                                                           | Лауреаты | Лауреаты                                  |
| ----------------------------------------------------------------- | -------- | ----------------------------------------- |
| Премия за пожизненные достижения (The Lifetime Achievement Award) |          | • Нишель Николс                           |
| Премия Джорджа Пала (The George Pal Memorial Award)               |          | • Саймон Кинберг                          |
| Прорыв года (The Breakthrough Performance Award)                  |          | • Мелисса Бенойст                         |
| The Dan Curtis Legacy Award                                       |          | • Эрик Крипке                             |
| The Special Recognition Award                                     |          | • Брэннон Брага                           |
| The Spotlight Award                                               |          | • «Лучше звоните Солу» / Better Call Saul |